# Seven and the Ragged Tiger
Seven and the Ragged Tiger — третій студійний альбом англійської групи Duran Duran, який був випущений 21 листопада 1983 року. Данна платівка є останньою (не враховуючи синглу «A View To A Kill»), яка була записана у класичному складі "Тейлор-Тейлор-Тейлор-ЛеБон-Роудс". Надалі такий склад збереться лише для запису альбому Astronaut у 2004 році.

## Композиції
1. The Reflex – 5:29
2. New Moon on Monday – 4:16
3. (I'm Looking For) Cracks in the Pavement – 3:38
4. I Take the Dice – 3:18
5. Of Crime and Passion – 3:50
6. Union of the Snake – 4:20
7. Shadows on Your Side – 4:03
8. Tiger Tiger – 3:20
9. The Seventh Stranger – 5:24

## Учасники запису
- Саймон Ле Бон — вокал
- Нік Роудс — клавішні
- Джон Тейлор — бас-гітара
- Роджер Тейлор — ударні
- Енді Тейлор — гітара